# Castejón de las Armas
Castejón de las Armas ist ein nordspanischer Ort und eine Gemeinde (municipio) mit 88 Einwohnern (Stand: 2024) im Westen der Provinz Saragossa und der Autonomen Region Aragonien. Der Ort gehört zur bevölkerungsarmen Serranía Celtibérica.

## Lage und Klima
Castejón de las Armas liegt etwa 115 Kilometer (Luftlinie) westsüdwestlich von Saragossa in einer Höhe von 660 m am Río Piedra, der im Nordosten der Gemeinde in den Río Jalón mündet. Durch die Gemeinde führt die Autovía A-2.
Das Klima ist gemäßigt bis warm; der eher spärliche Regen (ca. 442 mm/Jahr) fällt mit Ausnahme der eher trockenen Sommermonate übers Jahr verteilt.

## Bevölkerungsentwicklung
| Jahr      | 1970 | 1981 | 1991 | 2001 | 2011 | 2021 |
| Einwohner | 222  | 198  | 155  | 128  | 121  | 82   |

Die Mechanisierung der Landwirtschaft, die Aufgabe bäuerlicher Kleinbetriebe und der damit verbundene Verlust von Arbeitsplätzen führten seit der Mitte des 20. Jahrhunderts zu einem deutlichen Rückgang der Bevölkerung (Landflucht).

## Sehenswürdigkeiten
- Salvatorkirche (Iglesia de El Salvador)

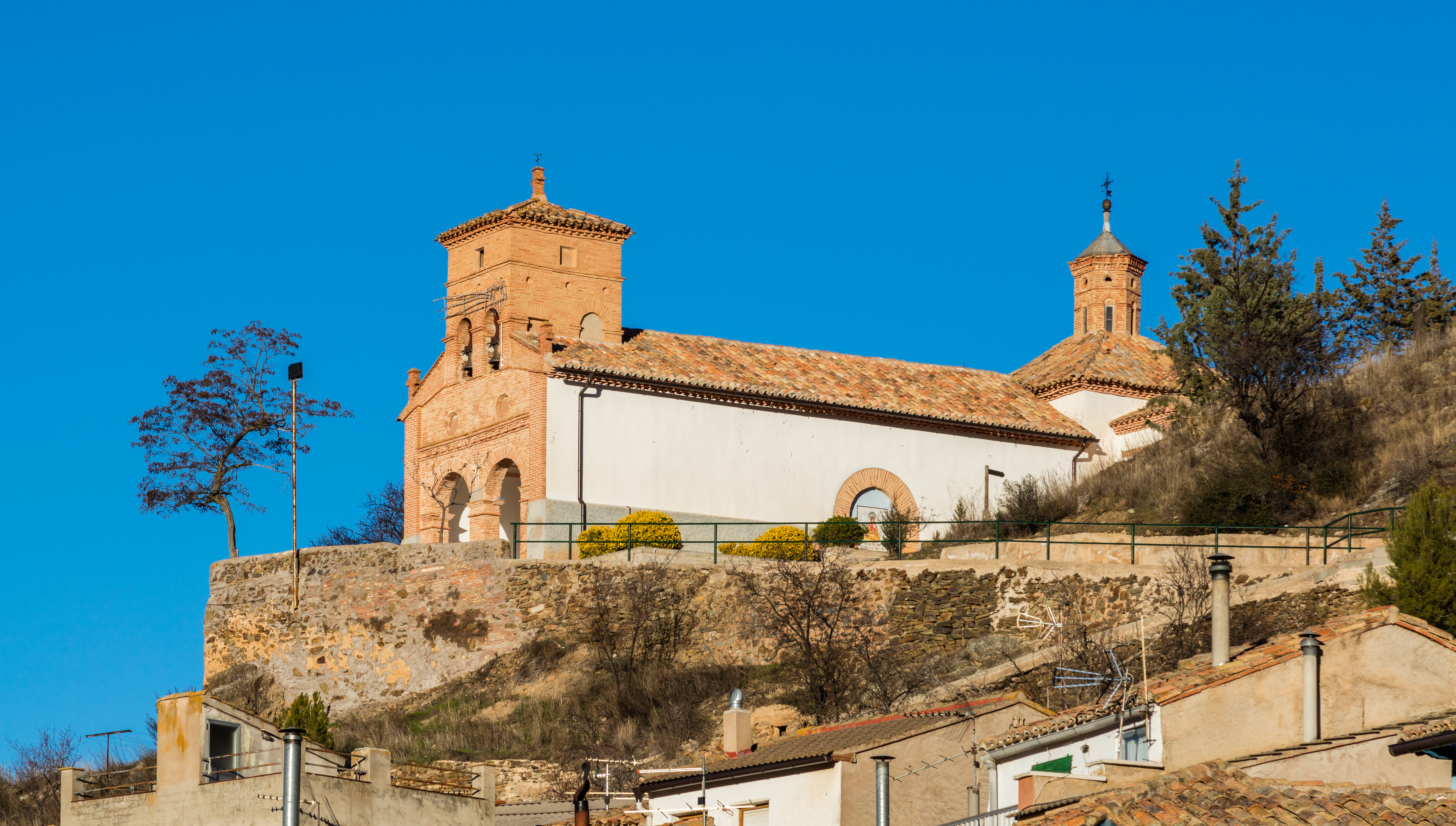
Kapelle der Jungfrau von Cerro

- Kapelle der Jungfrau von Cerro